# Lystfiskere paa Tunfiskeri i Kattegat
|  | Denne artikel er oprettet af botten Steenthbot ud fra en ekstern database. Den kan derfor have sproglige fejl eller mangler. Denne skabelon kan fjernes efter kontrol af indholdet. |

Lystfiskere paa Tunfiskeri i Kattegat er en dansk dokumentarfilm.

## Handling
Fiskere stævner ud fra Odden Havn og tager os med på tunfiskeri. En fortekst fortæller lidt om tunfiskens oprindelse, bestand m.m. Tunen lokkes til med sild som madding, og fiskestangen består af kraftig bambus og en stålwire, der kan holde den store fisk. En stor krabat landes i båden. Tilbage i havnen hænges fisken op, og maven sprættes op, så vi kan se, hvad den har spist.